# Флегма (дистиллят)
Фле́гма (греч. phlegma — слизь, мокрота) — часть дистиллята, возвращаемая на тарелку в верхней части ректификационной колонны проходя при этом процесс рециркуляции.
Флегмовая жидкость находится в состоянии температуры кипения (насыщенная жидкость), богата низкокипящим компонентом. Представляет собой стекающую вниз жидкость, которая вступает в контакт с восходящим паром.

## Описание
Жидкая смесь, подлежащая дистилляции, вводится в центральной части колонны на питающую тарелку. Подающая тарелка делит колонну на верхнюю — обогащающую (ректификационную) секцию и нижнюю — отпарную секцию. Сырье стекает вниз по колонне, где собирается на дне ребойлера.
На тарелках или вокруг насадок, где происходит соприкосновение пара и жидкости, происходит массоперенос. Компонент с более низкой температурой кипения (этанол) из жидкости, идущей вниз по колонне, будет испаряться и переходить в пар, который поднимается по колонне. С другой стороны, компонент с более высокой температурой кипения (вода) из восходящего пара будет конденсироваться в ниспадающую жидкость. Следовательно, на каждой стадии пар обогащается низкокипящим компонентом (этанолом), а жидкость обогащается более высококипящим компонентом (водой). Пар движется вверх по колонне и выходя из верхней части установки, охлаждается дефлегматором. Сконденсированная жидкость помещается в сборной сосуд, известном как флегмовый барабан. Часть этой жидкости возвращается обратно в верхнюю часть колонны. Конденсированная жидкость, удаляемая из системы, известна как дистиллят или готовый продукт.
Таким образом, с помощью массообменных процессов на каждой ступени можно получить почти чистый низкокипящий компонент (этанол) в верхней части колонны в виде готового продукта и почти чистый высококипящий компонент (воду) в нижней части колонны.